# Boris Wsewolodowitsch Gromow

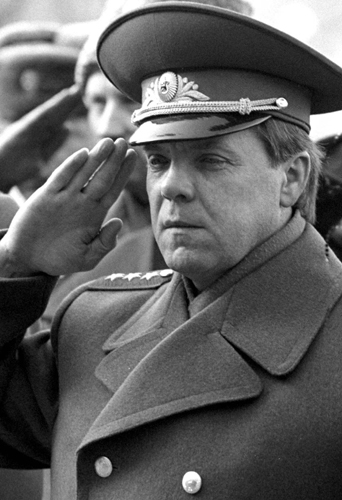
Generaloberst Gromow (1989)

Boris Wsewolodowitsch Gromow (russisch Борис Всеволодович Громов; * 7. November 1943 in Saratow) ist ein russischer Militär und Politiker. Er war Generaloberst der Sowjetarmee, Stellvertretender Innenminister der Sowjetunion, Stellvertretender Verteidigungsminister Russlands und von 2000 bis 2012 Gouverneur der Oblast Moskau.

## Leben
Boris Gromow wurde 1943 in Saratow an der Wolga geboren. Er besuchte die Suworow-Militärschulen in Saratow und Kalinin und durchlief dann die verschiedenen Stufen der Kommandeur- und Stabsausbildung bis zum Generalstab – zunächst an der S.M.Kirow-Offiziershochschule für Kommandeure der motorisierten Schützentruppen in Leningrad, dann an der Militärakademie „M.W. Frunse“ und an der Militärakademie des Generalstabes der Streitkräfte der UdSSR „K.J. Woroschilow“. Während seiner Militärlaufbahn sammelte Gromow Erfahrungen in verschiedenen Teilen der Sowjetunion – im Baltikum, im nordöstlichen Kaukasus und im mittelasiatischen Turkestan. Von Januar 1980 bis Juli 1982 wurde er im Afghanistan-Krieg eingesetzt, danach im Karpatischen Militärbezirk. 1987 wurde er im Rang eines Generalleutnants Kommandeur der 40. Armee in Afghanistan. Gromow führte den am 15. Februar 1989 abgeschlossenen Abzug der sowjetischen Truppen aus Afghanistan durch. Von Februar 1989 bis 1990 kommandierte er den Militärbezirk Kiew. Am 9. Mai 1989 wurde er zum Generaloberst befördert. Für seine Verdienste wurde ihm der Titel „Held der Sowjetunion“ verliehen.
Präsident Gorbatschow ernannte ihn 1990 zum Ersten Stellvertretenden Innenminister der UdSSR.
Nach dem August-Putsch gegen Gorbatschow 1991 fiel er vorübergehend in Ungnade, konnte aber kurz darauf in die Armee zurückkehren – als Erster Stellvertretender Hauptkommandeur der Landstreitkräfte. Unter Präsident Boris Jelzin wurde er im Juni 1992 zum Stellvertretenden Verteidigungsminister der Russischen Föderation ernannt.
Während des Konflikts zwischen Präsident Boris Jelzin und dem Obersten Sowjet Anfang Oktober 1993 kam Gromow erneut in Schwierigkeiten, als er bis zur Erstürmung des Weißen Hauses in Moskau Kontakte auch zu Jelzins Gegenspielern unterhielt. Schließlich kam es zum Bruch mit seinem Vorgesetzten, Verteidigungsminister Gratschow wegen unterschiedlicher Auffassungen über die Militärdoktrin und den Krieg in Tschetschenien.
Im März 1995 wurde Gromow als Militärexperte ins Außenministerium versetzt. Er stand an der Spitze der patriotischen Bewegung Mojo Otetschestwo (Mein Vaterland) und dem Bund der Afghanistan-Veteranen, der gegen den Krieg in Tschetschenien auftrat und humanitäre Hilfe für Kriegsinvaliden und deren Familien organisierte.

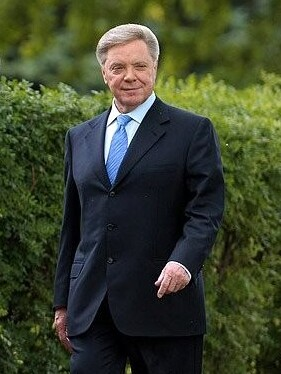
Boris Gromow (2010)

Boris Gromow wurde im Jahr 2000 Gouverneur der Oblast Moskau und Abgeordneter der Duma. Im Juli 2002 verhängte er über 22 von 35 Rajons der Oblast den Ausnahmezustand wegen schwerer Waldbrände. 200 große Brandherde wurden von etwa 2000 Feuerwehrleuten und 3000 Soldaten bekämpft. Am 7. Dezember 2003 siegte Gromow erneut bei den Gouverneurswahlen mit über 75 Prozent der abgegebenen Stimmen. 2007 wurde er ein zweites Mal im Amt bestätigt und seine Amtszeit um fünf Jahre verlängert. 2012 trat er nicht mehr an und die Duma der Oblast Moskau wählte Sergei Schoigu zu seinem Nachfolger.
Nach den Terroranschlägen vom 11. September 2001 war er ein Befürworter des Krieges der USA in Afghanistan und für eine engere Zusammenarbeit mit den USA. Im Frühjahr 2005 erklärte Gromow in Berlin, dass er als taktischer Berater der USA in Afghanistan das Kaufen von Gegnern der Taliban als wirksame Methode empfohlen habe. Im Juli 2005 unterzeichnete Gromow im Beisein des damaligen Bundesratspräsidenten Matthias Platzeck (SPD) eine Vereinbarung zur engeren Kooperation der Luftfahrtausstellungen ILA in Berlin-Schönefeld und MAKS in Moskau.

## Auszeichnungen (Auswahl)
- Held der Sowjetunion (1988)[2]
- Leninorden (1988)[2]
- Verdienstorden für das Vaterland II. Klasse (2003)[3]
- Verdienstorden für das Vaterland III. Klasse[2]
- Verdienstorden für das Vaterland IV. Klasse (2008)[4]
- Orden der Ehre (2012)[5]
- Rotbannerorden[2]
- Orden des Roten Sterns[2]
- Orden „Für den Dienst am Vaterland in den Streitkräften der UdSSR“ III. Klasse[2]
- Medaille „Für Verdienste im Kampf“[2]
- Medaille „Für einwandfreien Dienst“ I. Klasse[2]
- Medaille „Für einwandfreien Dienst“ II. Klasse[2]
- Medaille „Für einwandfreien Dienst“ III. Klasse[2]
- Orden des Fürsten Jaroslaw des Weisen (Ukraine) IV. Klasse (2014)[6]
- Orden des Fürsten Jaroslaw des Weisen (Ukraine) V. Klasse (2003)[2][7]
- Orden der Völkerfreundschaft (Belarus) (2005)[2][8][9]